# هيون يونغ مين
هيون يونغ مين مواليد 25 ديسمبر 1979 في جولا الجنوبية، كوريا الجنوبية، هو لاعب كرة قدم كوري جنوبي دولي سابق كان يلعب في مركز الدفاع. سبق له أن لعب في كأس العالم لكرة القدم مع منتخب بلاده.

## المسيرة الكروية

### مع الأندية
بدأ هيون يونغ مين حياته الكروية مع نادي أولسان هيونداي في كوريا الجنوبية. في بداية عام 2006 النادي الروسي روبين كازان حاول التعاقد معه لكنه رفض اللعب خارج المدينتين الروسيتين، سانت بطرسبرغ وموسكو. بعد ذلك بفترة قصيرة انتقل إلى زينيت سانت بطرسبرغ ولعب معهم حتى عام 2007. في عام 2007 عاد إلى أولسان هيونداي.
في ديسمبر 2009، انتقل إلى نادي أف سي سيئول.

### أندية لعب لها
- نادي أولسان هيونداي
- زينيت سانت بطرسبرغ
- نادي سول
- نادي سونغنام

## المسيرة الدولية
لعب لصالح منتخب كوريا الوطني لكرة القدم وكان من المشاركين في كأس العالم بمونديال عام 2002.

## إحصاءات
| الأندية        | الأندية            | الأندية                        | الدوري    | الدوري  | الكأس                      | الكأس                      | كأس الدوري | كأس الدوري | قارات                       | قارات                       | المجموع   | المجموع |
| الموسم         | النادي             | الدوري                         | المباريات | الأهداف | المباريات                  | الأهداف                    | المباريات  | الأهداف    | المباريات                   | الأهداف                     | المباريات | الأهداف |
| كوريا الجنوبية | كوريا الجنوبية     | كوريا الجنوبية                 | الدوري    | الدوري  | كأس الاتحاد الكوري الجنوبي | كأس الاتحاد الكوري الجنوبي | كأس الدوري | كأس الدوري | الاتحاد الآسيوي لكرة القدم  | الاتحاد الآسيوي لكرة القدم  | المجموع   | المجموع |
| -------------- | ------------------ | ------------------------------ | --------- | ------- | -------------------------- | -------------------------- | ---------- | ---------- | --------------------------- | --------------------------- | --------- | ------- |
| 2002           | أولسان هيونداي     | دوري كوريا الجنوبية لكرة القدم | 15        | 1       | ?                          | ?                          | 0          | 0          | -                           | -                           |           |         |
| 2003           | أولسان هيونداي     | دوري كوريا الجنوبية لكرة القدم | 32        | 1       | 4                          | 0                          | -          | -          | -                           | -                           | 36        | 1       |
| 2004           | أولسان هيونداي     | دوري كوريا الجنوبية لكرة القدم | 23        | 1       | 4                          | 0                          | 4          | 0          | -                           | -                           | 31        | 1       |
| 2005           | أولسان هيونداي     | دوري كوريا الجنوبية لكرة القدم | 26        | 0       | 1                          | 0                          | 12         | 0          | -                           | -                           | 39        | 0       |
| روسيا          | روسيا              | روسيا                          | الدوري    | الدوري  | كأس روسيا                  | كأس روسيا                  | كأس الدوري | كأس الدوري | الاتحاد الأوروبي لكرة القدم | الاتحاد الأوروبي لكرة القدم | المجموع   | المجموع |
| 2006           | زينيت سانت بطرسبرغ | الدوري الروسي الممتاز          | 10        | 0       | 4                          | 0                          | -          | -          | 3                           | 1                           | 17        | 1       |
| كوريا الجنوبية | كوريا الجنوبية     | كوريا الجنوبية                 | الدوري    | الدوري  | كأس الاتحاد الكوري الجنوبي | كأس الاتحاد الكوري الجنوبي | كأس الدوري | كأس الدوري | الاتحاد الآسيوي لكرة القدم  | الاتحاد الآسيوي لكرة القدم  | المجموع   | المجموع |
| 2007           | أولسان هيونداي     | دوري كوريا الجنوبية لكرة القدم | 25        | 0       | 3                          | 0                          | 10         | 0          | -                           | -                           | 38        | 0       |
| 2008           | أولسان هيونداي     | دوري كوريا الجنوبية لكرة القدم | 20        | 0       | 2                          | 0                          | 10         | 0          | -                           | -                           | 32        | 0       |
| 2009           | أولسان هيونداي     | دوري كوريا الجنوبية لكرة القدم | 26        | 0       | 1                          | 0                          | 4          | 1          | 5                           | 0                           | 36        | 1       |
| 2010           | نادي سول           | دوري كوريا الجنوبية لكرة القدم | 27        | 1       | 2                          | 1                          | 6          | 0          | -                           | -                           | 35        | 2       |
| 2011           | نادي سول           | دوري كوريا الجنوبية لكرة القدم | 26        | 1       | 2                          | 0                          | 1          | 0          | 7                           | 0                           | 36        | 1       |
| المجموع        | كوريا الجنوبية     | كوريا الجنوبية                 | 222       | 5       | 19                         | 1                          | 47         | 1          | 12                          | 0                           | 300       | 7       |
| المجموع        | روسيا              | روسيا                          | 10        | 0       | 4                          | 0                          | -          | -          | 3                           | 1                           | 17        | 1       |
| المجموع الكلي  | المجموع الكلي      | المجموع الكلي                  | 232       | 5       | 23                         | 1                          | 47         | 1          | 15                          | 1                           | 317       | 8       |

## مشاركة وإنجازات

### الأندية
نادي أولسان هيونداي
- الدوري الكوري البطل:2005
- الدوري الكوري الوصيف: 2002, 2003
- كأس الدوري، الفائز: 2007
- كأس الدوري، الوصيف: 2002, 2005

نادي سول
- الدوري الكوري
  - الفائزين (1): 2010
- كأس الدوري
  - الفائزين (1): 2010

### الدولية
- كأس العالم، المركز الرابع: 2002
- بطولة شرق آسيا لكرة القدم (1): 2003

## روابط خارجية
- هيون يونغ مين على موقع الاتحاد الدولي (مؤرشف)  (الإنجليزية)
- هيون يونغ مين على موقع دوري كوريا الجنوبية (الإنجليزية)
- هيون يونغ مين على موقع قاعدة بيانات كرة القدم.إي يو (الإنجليزية)
- هيون يونغ مين على موقع ناشيونال فوتبول تيمز (الإنجليزية)
- هيون يونغ مين على موقع Soccerway.com (الإنجليزية)